# Mickael Mawem
Mickael Mawem (* 3. srpna 1990 Štrasburk) je francouzský reprezentant ve sportovním lezení a olympionik, mistr Francie v lezení na rychlost.
Světových závodů se účastní také jeho starší bratr Bassa Mawem (* 1984), lezli spolu na LOH 2020.

## Výkony a ocenní
- 2018: nominace na prestižní mezinárodní závody Rock Master v italském Arcu
- 2018: finalista mistrovství světa
- 2021: účast na LOH 2020 v Tokiu, spolu s bratrem, finále

### Závodní výsledky
| Světové hry | Světové hry |
| Rok         | 2017        |
| ----------- | ----------- |
| Bouldering  | 4           |

| Arco Rock Master | Arco Rock Master |
| Rok              | 2018             |
| ---------------- | ---------------- |
| Bouldering       | 5                |

| Mistrovství světa | Mistrovství světa | Mistrovství světa |
| Rok               | 2016              | 2018              |
| ----------------- | ----------------- | ----------------- |
| Obtížnost         |                   | 55-56             |
| Rychlost          | —                 | 24                |
| Bouldering        | 4                 | 11                |
| Kombinace         | —                 | 7                 |

| Světový pohár | Světový pohár | Světový pohár | Světový pohár | Světový pohár        |
| Rok           | 2015          | 2016          | 2017          | 2018                 |
| ------------- | ------------- | ------------- | ------------- | -------------------- |
| Obtížnost     | —             | —             | —             | x                    |
| jednotlivě    | —             | —             | —             | ,98,                 |
|               |               |               |               |                      |
| Rychlost      | —             | —             | —             | 42                   |
| jednotlivě    | —             | —             | —             | ,36,26,29,28,        |
|               |               |               |               |                      |
| Bouldering    | x             | x             | 20            | 15                   |
| jednotlivě    | x             | x             | x             | ,6,11,7,21,20,49,14, |
|               |               |               |               |                      |
| Kombinace     | —             | —             | x             |                      |

| Mistrovství Evropy | Mistrovství Evropy | Mistrovství Evropy |
| Rok                | 2015               | 2017               |
| ------------------ | ------------------ | ------------------ |
| Bouldering         | 12                 | 17                 |

| Mistrovství Francie | Mistrovství Francie | Mistrovství Francie |
| Rok                 | 2011                | 2017                |
| ------------------- | ------------------- | ------------------- |
| Rychlost            | 1                   |                     |
| Bouldering          |                     | 3                   |